# Carles Capdevila i Plandiura
Carles Capdevila i Plandiura (Els Hostalets de Balenyà, Barcelona, 13 de agosto de 1965-1 de junio de 2017) fue un periodista y guionista español, que fuera director-fundador del diario Ara (Ahora), no desempeñando ya el puesto de director desde el año 2015. Presentó y dirigió el programa Eduqueu les criatures en Catalunya Ràdio y el programa Qui els va parir en TV3. Fue subdirector del programa Malalts de tele. Dirigió la sección Alguna pregunta més, dentro de Els matins de Catalunya Ràdio. Recibió el premio Pere Quart de humor y sátira el 1999 por el libro Criatura i companyia.

## Biografía
Licenciado en filosofía y periodista, de 1992 a 1994 vivió en Nueva York como corresponsal de prensa y de esta estancia surgió el libro Nova York a la catalana, que retrata todo tipo de vinculaciones catalanas con la ciudad en los últimos ciento cincuenta años.
Tuvo una larga trayectoria en prensa, radio y televisión. Fue director y fundador del diario Ara, que salió por primera vez a la calle el 28 de noviembre de 2010, coincidiendo con las elecciones al Parlamento de Cataluña de 2010. Entre otros, fue articulista de opinión de los diarios Avui, El Periódico de Cataluña y El 9 Nou (1995-2010), director y conductor del programa Eduqueu les criatures (Catalunya Ràdio), director y presentador del programa Qui els va parir (TV3), y colaborador a los espacios El club y Divendres (TV3). También colaboró con el equipo del programa de radio Minoria absoluta (RAC 1).
Fue autor de varios libros, como Criatura i companyia (Premio Pere Quart de humor y sátira 1999) y, dentro del pseudónimo colectivo Germans Miranda, El Barça o la vida y Tocats d'amor. También escribió textos para libros de Las tres mellizas, ilustrados por Roser Capdevila.

## Obras
- Nova York a la catalana. Barcelona: La Campana, 1996. Premio del Libro de la Generalidad de Cataluña 1998. Tercera edición (1996)
- Fotos de Oriol Molas, textos de Carles Capdevila. El ritme de la ciutat. Vic: Eumo, 1998. Premio del Libro de la Generalidad de Cataluña 1998
- Germans Miranda. El Barça o la vida. Barcelona: Columna, 1999
- Criatura i companyia. Barcelona: La Campana, 1999. Premio Pere Quart de humor y sátira. Octava edición, 2007
  - Bebé y compañía. Barcelona: RBA, 2000
- Xavier Graset y otros. El món s'acaba. Com superar el 2000. Barcelona: Columna, 1999
- Germans Miranda. Tocats d'amor. Barcelona: Columna, 2000
- Jo vull ser famós. Barcelona: La Campana, 2002
- Ilustraciones de Roser Capdevila, textos de Carles Capdevila. Les tres bessones i el iogurt. Barcelona: Cromosoma, 2002
  - Las tres mellizas y el yogurt. Barcelona: Cromosoma, 2002
- Antoni Bassas y otros. Alguna pregunta més? Antologia de 10 anys de disbarats. Barcelona: La Campana, 2004. Reimpresión 2004

### Colección Les Tres Bessones a Sant Cugat
Ilustraciones de Roser Capdevila, textos de Carles Capdevila. Editada conjuntamente por el ayuntamiento de San Cugat del Vallés y Cromosoma
- Les tres bessones van de marxa a Sant Cugat (2002)
- Les tres bessones i els tres escombriaires (2002)
- Les tres bessones i la gossa avorrida (2003)[6]

### Colección Les Tres Bessones: una Mirada al Món
Ilustraciones de Roser Capdevila, textos de Carles Capdevila. Colección coeditada en Barcelona en catalán y castellano por Cromosoma-Icaria-Fundación Intermón
- Les tres bessones fan les paus (2001)
  - Tres mellizas hacen las paces (2001; Barcelona: Círculo de Lectores, 2004)

- Les tres bessones i el planeta del formatge (2001, 2002)
  - Las tres mellizas y el planeta queso (2001, 2004)

- Les tres bessones i l'olimpíada més especial (2003)
  - Las tres mellizas y la olimpiada más especial

- Les tres bessones i les tres erres [(redueix, reutilitza, recicla)] (2001)
  - Las tres mellizas y las tres erres (2001)

- Les tres bessones: la volta al món en tres pantalons (2004)
  - Las tres mellizas y la vuelta al mundo en tres pantalones

- Les tres bessones marquen un gol (2002)
  - Las tres mellizas marcan un gol (2002)

- Les tres bessones no baden (2001, 2002)
  - Las tres mellizas están en todo (2002)

- Tres bessones, tres gotes d'aigua (2001)
  - Tres mellizas, tres gotas de agua (2001)[8]